# 1998 en mathématiques
Cet article présente les faits marquants de l'année 1998 en mathématiques.

## Prix
- Médaille Fields de mathématiques : Richard Ewen Borcherds, Timothy Gowers, Maxime Kontsevitch et Curtis T. McMullen

## Décès
- 7 janvier : Richard Hamming (né en 1915), mathématicien américain, l'un des pères fondateurs de la théorie des codes.
- 30 janvier : Samuel Eilenberg (né en 1913), mathématicien américain d'origine polonaise.
- 2 février : Ronald M. Foster (né en 1896), mathématicien américain.
- 3 avril : Mary Cartwright (née en 1900), mathématicienne britannique.
- 6 avril : Stanko Bilinski (né en 1909), mathématicien croate.
- 16 avril : Alberto Calderón (né en 1920), mathématicien argentin.
- 9 mai : Bernard Dwork (né en 1923), mathématicien américain.
- 22 mai : José Enrique Moyal (né en 1910), mathématicien et physicien australien.
- 3 juillet : Robert Fortet (né en 1912), mathématicien français.
- 17 juillet : Michael James Lighthill (né en 1924), mathématicien britannique.
- 6 août : André Weil (né en 1906), mathématicien français.
- 18 août : Kurt Schütte (né en 1909), mathématicien allemand.
- 30 août : Irving Segal (né en 1918), mathématicien américain.
- 26 octobre : Kenkichi Iwasawa (né en 1917), mathématicien japonais.
- 27 octobre :
  - Alfred Gray (né en 1939), mathématicien américain.
  - Daniel Pedoe (né en 1910), mathématicien britannique.
- 7 novembre : Gustave Malécot (né en 1911), mathématicien français.
- 10 novembre : Jean Leray (né en 1906), mathématicien français.
- 26 novembre : M. T. Cheng (né en 1917), mathématicien chinois.
- 27 novembre : Moshé Flato (né en 1937), physicien et mathématicien français.
- 11 décembre : André Lichnerowicz (né en 1915), mathématicien français.
- 21 décembre : Béla Szőkefalvi-Nagy (né en 1913), mathématicien hongrois.